# Euchaeta marina
Euchaeta marina is een eenoogkreeftjessoort uit de familie van de Euchaetidae. De wetenschappelijke naam van de soort is voor het eerst geldig gepubliceerd in 1833 door Prestandrea.